# ENEOS知多製造所
ENEOS知多製造所（エネオスちたせいぞうしょ）は、愛知県知多市の、かつてのENEOSの石油化学製造施設である。
1973年より原油の精製を行っていたが、2001年（平成13年）6月に石油精製を休止し、グループの製油所から仕入れたナフサや灯油をもとに、ベンゼン・トルエン・キシレンなどを生産する石油化学工場となった。2022年10月に出光興産に売却され、同社愛知製油所と機能を統合し、「愛知事業所北浜地区」となった。

## 概要

### データ
- 所在地 - 愛知県知多市北浜町25番地
- 敷地面積 - 130万m2[2]
- 従業員数 - 174人（2021年3月31日現在）[2]
- 原油処理能力 - 0バレル/日

### 主な生産品
| - 液化石油ガス (LPG) - ナフサ - ガソリン - ベンゼン | - トルエン - キシレン - パラキシレン - シクロヘキサン |

### 主要設備
括弧内には処理能力を示す。
- 接触改質装置 （23,500バレル/日）
- パラキシレン製造装置 （400,000トン/年）
- シクロヘキサン製造装置 （220,000トン/年）

## 沿革
- 1973年（昭和48年）6月8日 - 共同石油と東亜石油の共同出資により、東亜共石設立。
- 1973年（昭和48年）10月1日 - 東亜共石名古屋製油所として操業開始。
- 1979年（昭和54年）12月25日 - 東亜共石が知多石油に社名変更。
- 1983年（昭和58年）7月1日 - 日本鉱業が知多石油を合併、名古屋製油所は知多製油所に改称。
- 1992年（平成4年）12月 - 日鉱共石発足、同社の知多製油所となる。
- 1993年（平成5年）12月 - 日鉱共石がジャパンエナジーに社名変更。
- 1996年（平成8年）4月 - ISO9001認証取得。
- 1999年（平成11年）3月5日 - ISO14001認証取得。
- 2001年（平成13年）6月 - 常圧蒸留装置などの原油処理設備を休止、原油処理を終了。
- 2010年（平成22年）7月1日 - JX日鉱日石エネルギー発足に伴い、JX日鉱日石エネルギー知多製造所となる。
- 2016年（平成28年）1月1日 - JX日鉱日石エネルギーがJXエネルギーに商号変更。
- 2017年（平成29年）4月1日 - JXエネルギーがJXTGエネルギーに商号変更。
- 2020年（令和2年）6月25日 - JXTGエネルギーがENEOSに商号変更。
- 2020年（令和2年）10月27日 - ENEOSが2021年10月めどに知多製造所製造機能の停止を発表[3]。
- 2022年（令和4年）10月1日 - 出光興産が本施設を譲り受け、知多市南浜町の愛知製油所と機能を統合し「愛知事業所北浜地区」となった[1]

## その他
- かつては、名古屋臨海鉄道知多駅へ繋がる、製品出荷用の鉄道路線（専用側線）を有していた。